# Cimburga van Baden

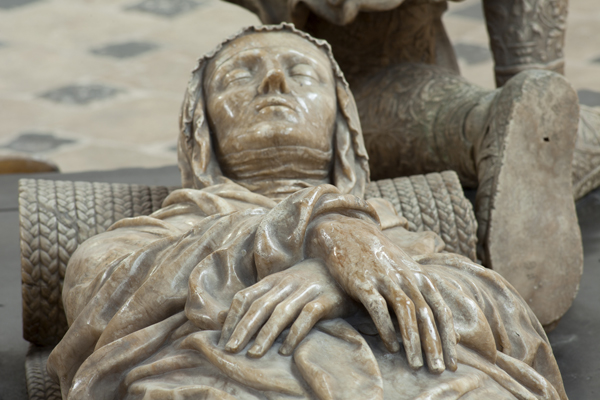
Praalgraf van Cimburga van Baden in Breda.

Cimburga van Baden (15 mei 1450 – Breda, 5 juli 1501) was de dochter van Karel I van Baden en Catharina van Oostenrijk. Op 19 december 1468 huwde ze te Koblenz met Engelbrecht II van Nassau, heer van Breda.
Op 4 juli 1501 werd vanuit Breda een bode naar Brussel gestuurd om Engelbrecht te melden dat zijn vrouw ernstig ziek was. Een dag later overleed zij, terwijl Engelbrecht nog in Brussel was.
Het echtpaar had geen kinderen.

## Graf
In de Prinsenkapel van de Grote- of Onze Lieve Vrouwekerk aan de Grote Markt in Breda werd een praalgraf voor Engelbrecht en Cimburga opgericht. Beiden liggen echter niet in de bijbehorende grafkelder, maar hun kisten zijn bijgezet onder het praalgraf van Engelbrecht I van Nassau. Bij restauratiewerkzaamheden in 1996 is haar loden kist teruggevonden. Daarin is het relatief goed bewaard gebleven gebalsemde lichaam van Cimburga teruggevonden, gewikkeld in diverse soorten textiel.